# 巴都葛·叭哈喇

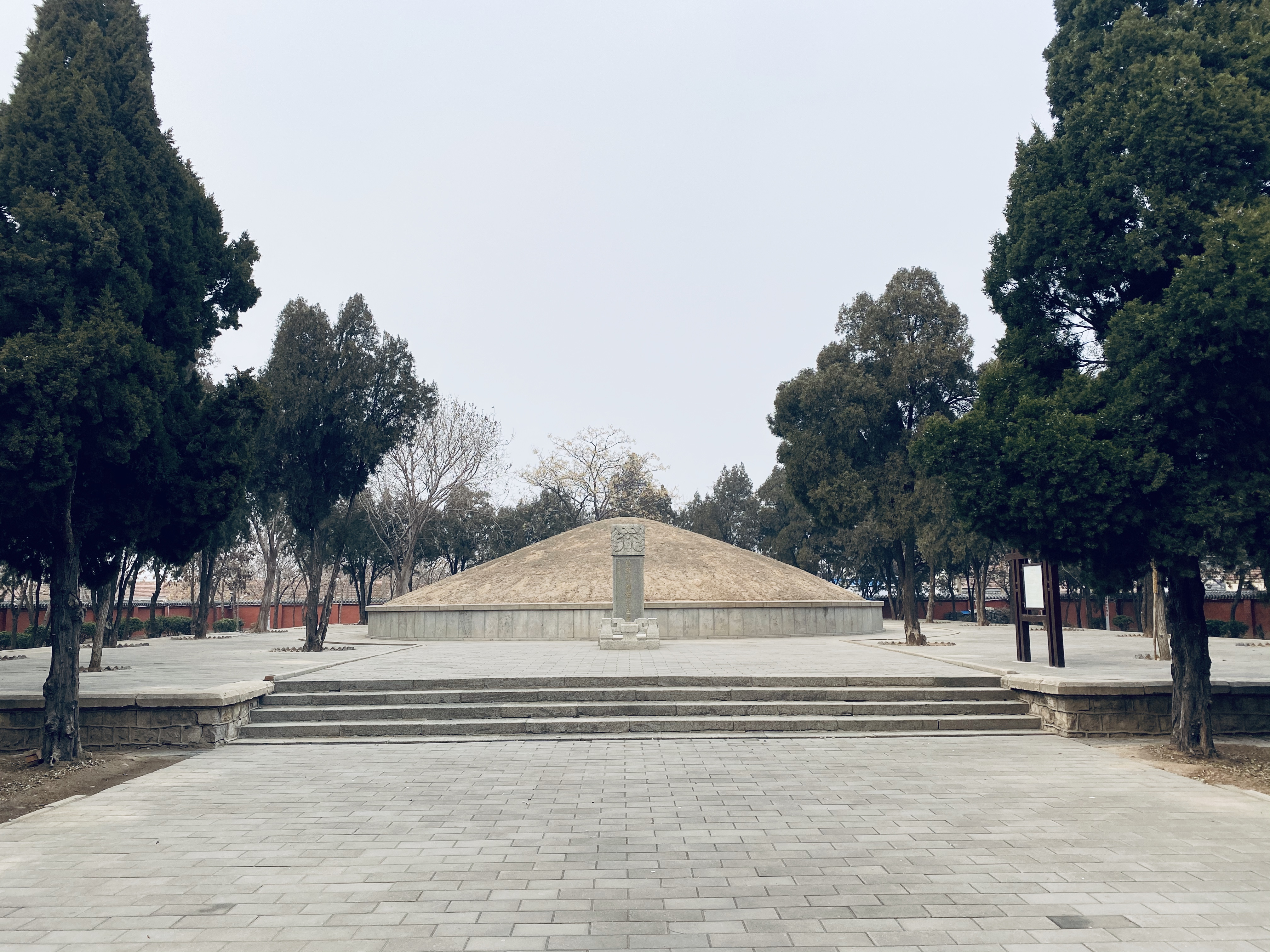
巴都葛·叭哈喇之墓

巴都葛·叭哈喇（？—1417年）是蘇祿蘇丹國的东王。

## 生平
明永乐七年（1409年），郑和下西洋时路過蘇祿蘇丹國。蘇祿蘇丹國的东王巴都葛·叭哈喇表示仰慕明朝，決定前往明朝覲見。
永樂十五年（1417年）巴都葛·叭哈喇和蘇祿蘇丹國的西王麻哈喇·葛麻·丁、峒王巴都葛·叭喇卜到达北京，見到明成祖。回程中巴都葛·叭哈喇病逝，葬于山東德州的苏禄王墓，明成祖赐謚“恭定”。
巴都葛·叭哈喇去世后，其长子随另兩位王归国继承王位，其王妃与次子安都禄、三子温哈刺等十人留下为东王守墓。最終他們都留在德州。其中次子安都禄的后代汉姓为“安”，三子温哈刺的后斋汉姓为“温”。安树德就是巴都葛·叭哈喇的後代。

## 流行文化
電影《苏禄国王与中国皇帝》講述的就是巴都葛·叭哈喇前往明朝覲見明成祖的故事。 